# Ceronema asparagi
Ceronema asparagi är en insektsart som först beskrevs av Charles Kimberlin Brain 1920.  Ceronema asparagi ingår i släktet Ceronema och familjen skålsköldlöss. Inga underarter finns listade i Catalogue of Life.